# Nitrocalcita
La nitrocalcita és un mineral de la classe dels carbonats. Rep el seu nom de la seva composició química, sent un nitrat de calci.

## Característiques
La nitrocalcita és un carbonat de fórmula química Ca(NO₃)₂·4H₂O. Cristal·litza en el sistema monoclínic. Són rars els cristalls aciculars, o tapissats d'agregats en forma de flors, de fins a 3 centímetres; més comunament com una eflorescència cotonosa o massiva. La seva duresa a l'escala de Mohs es troba entre 1 i 2, sent un mineral molt tou. Segons la classificació de Nickel-Strunz, la nitrocalcita pertany a «05.N - Nitrats amb H₂O» juntament amb la nitromagnesita.

## Formació i jaciments
Es troba en forma d'eflorescències en coves de pedra calcària o sobre roques i sòls calcaris. Va ser descoberta l'any 1835 a la cova Nicajack, al comtat de Marion (Tennessee, Estats Units). Sol trobar-se associada a altres minerals com: nitre, nitromagnesita, alunita, aragonita, berlinita, col·lofana, crandal·lita, francoanellita, guix, huntita, hidromagnesita, leucofosfita o nesquehonita.